# Episodi di King of the Hill (tredicesima stagione)
La tredicesima e ultima stagione della serie animata King of the Hill, composta da 24 episodi, è stata trasmessa negli Stati Uniti dal 28 settembre 2008 al 6 maggio 2010. Gli episodi dal primo al diciannovesimo e il finale di serie To Sirloin With Love sono stati trasmessi dal 28 settembre 2008 al 13 settembre 2009 su Fox, mentre gli episodi dal ventesimo al ventitreesimo sono andati in onda in syndication, solo dopo la trasmissione del finale, dal 3 al 6 maggio 2010. A partire dall'episodio Lucky See, Monkey Do, la serie va in onda in alta definizione 720p, con immagine in formato 16:9, e con una nuova sigla di apertura, fedele a quella precedente.
In Italia la stagione è inedita.
| nº | Codice di produzione | Titolo originale | Prima TV USA      |
| -- | -------------------- | --- | ----------------- |
| 1  | CABE16               | Dia-BILL-ic Shock | 28 settembre 2008 |
| 2  | CABE17               | Earthly Girls are Easy                                                                                                 | 5 ottobre 2008    |
| 3  | CABE18               | Square-Footed Monster                                                                                                  | 19 ottobre 2008   |
| 4  | CABE14               | Lost in MySpace | 2 novembre 2008   |
| 5  | CABE15               | No Bobby Left Behind                                                                                                   | 9 novembre 2008   |
| 6  | CABE19               | A Bill Full of Dollars                                                                                                 | 16 novembre 2008  |
| 7  | CABE20               | Straight as an Arrow                                                                                                   | 30 novembre 2008  |
| 8  | DABE01               | Lucky See, Monkey Do                                                                                                   | 8 febbraio 2009   |
| 9  | DABE02               | What Happens at the National Propane Gas Convention in Memphis Stays at the National Propane Gas Convention in Memphis | 15 febbraio 2009  |
| 10 | DABE03               | Master of Puppets | 1º marzo 2009     |
| 11 | DABE04               | Bwah My Nose | 8 marzo 2009      |
| 12 | DABE05               | Uncool Customer | 15 marzo 2009     |
| 13 | DABE06               | Nancy Does Dallas | 22 marzo 2009     |
| 14 | DABE07               | Born Again on the Fourth of July                                                                                       | 19 aprile 2009    |
| 15 | DABE08               | Serves Me Right for Giving General George S. Patton the Bathroom Key                                                   | 26 aprile 2009    |
| 16 | DABE10               | Bad News Bill | 3 maggio 2009     |
| 17 | DABE09               | Manger Baby Einstein                                                                                                   | 10 maggio 2009    |
| 18 | DABE11               | Uh-oh, Canada | 13 luglio 2009    |
| 19 | DABE12               | The Boy Can't Help It                                                                                                  | 13 settembre 2009 |
| 20 | DABE13               | The Honeymooners | 3 maggio 2010     |
| 21 | DABE14               | Bill Gathers Moss | 4 maggio 2010     |
| 22 | DABE15               | When Joseph Met Lori, and Made Out with Her in the Janitor's Closet                                                    | 5 maggio 2010     |
| 23 | DABE16               | Just Another Manic Kahn-Day                                                                                            | 6 maggio 2010     |
| 24 | DABE17               | To Sirloin With Love                                                                                                   | 13 settembre 2009 |